# Henri Laurent
Henri Albert Fernand Laurent (1. april 1881 – 14. februar 1954) var en fransk fægter som deltog i OL 1900 i Paris. 
Laurent vandt en bronzemedalje i fægtning under OL 1900 i Paris. Han kom på en tredjeplads i kårde for fægtemester, efter Albert Robert Ayat og Gilbert Bougnol, begge fra Frankrig.